# Gare de Baulers
La gare de Baulers est une ancienne gare ferroviaire belge des lignes 124, de Bruxelles-Midi à Charleroi-Central et 141, de Manage à Court-Saint-Étienne, située à Baulers, section de la ville de Nivelles dans la province du Brabant wallon en région wallonne.
Elle est mise en service en 1874 par l'Administration des chemins de fer de l'État belge et n'accueille plus de trains de voyageurs depuis 1993.

## Situation ferroviaire
Établie à 114 mètres d'altitude, la gare de Baulers était située au point kilométrique (PK) 27,861 de la ligne 124, de Bruxelles-Midi à Charleroi-Central, entre les gares ouvertes de Lillois et de Nivelles. C'était une gare de croisement avec la ligne 141, de Manage à Court-Saint-Étienne (entièrement fermée) entre la gare de Nivelles-Nord et la halte de Fonteny. L'antériorité de la ligne 141 a nécessité la création de deux courbes serrées lors de la construction de la ligne 124.

## Histoire
La première desserte de Nivelles se faisait exclusivement via la ligne 141, mise en service en 1854-55 par la Société anonyme des chemins de fer belges de la jonction de l'Est, avec des trains de Wavre à Manage desservant la gare, désormais disparue, de Nivelles-Nord. Évoquée à partir des années 1860, la construction d'une ligne directe de Bruxelles à Charleroi, passant par Braine-l'Alleud et Nivelles, est finalement réalisée en 1873-74.
La « station de Baulers » est mise en service le 1er juin 1874 par l'administration des chemins de fer de l'État belge lorsqu'elle ouvre à l'exploitation le tronçon de Waterloo à Braine-l'Alleud,. Elle servait de point d'échanges entre les lignes 124 et 141, dotée de vastes installations à marchandises et d'une remise à locomotives.
Vers 1895-1896, un grand bâtiment à usages divers est érigé à côté de la gare et une autre construction est démolie.
Lors de l'électrification de la ligne 124 en 1949-50, une grande sous-station électrique est bâtie à Baulers.
La section Baulers - Court-Saint-Étienne perd ses trains de voyageurs en 1953 ; ils disparaissent en 1959 sur la section Baulers - Manage. Les trains de marchandises disparaîtront à leur tour provoquant le démontage des deux sections de la ligne 141 de part et d'autre de l'agglomération nivelloise entre 1970 et 1988.
Rétrogradée au rang de simple halte, la gare de Baulers n'accueille plus que quelques trains d'heure de pointe à partir de 1984. L'arrêt à Baulers sera définitivement supprimé en 1993.

## Patrimoine ferroviaire

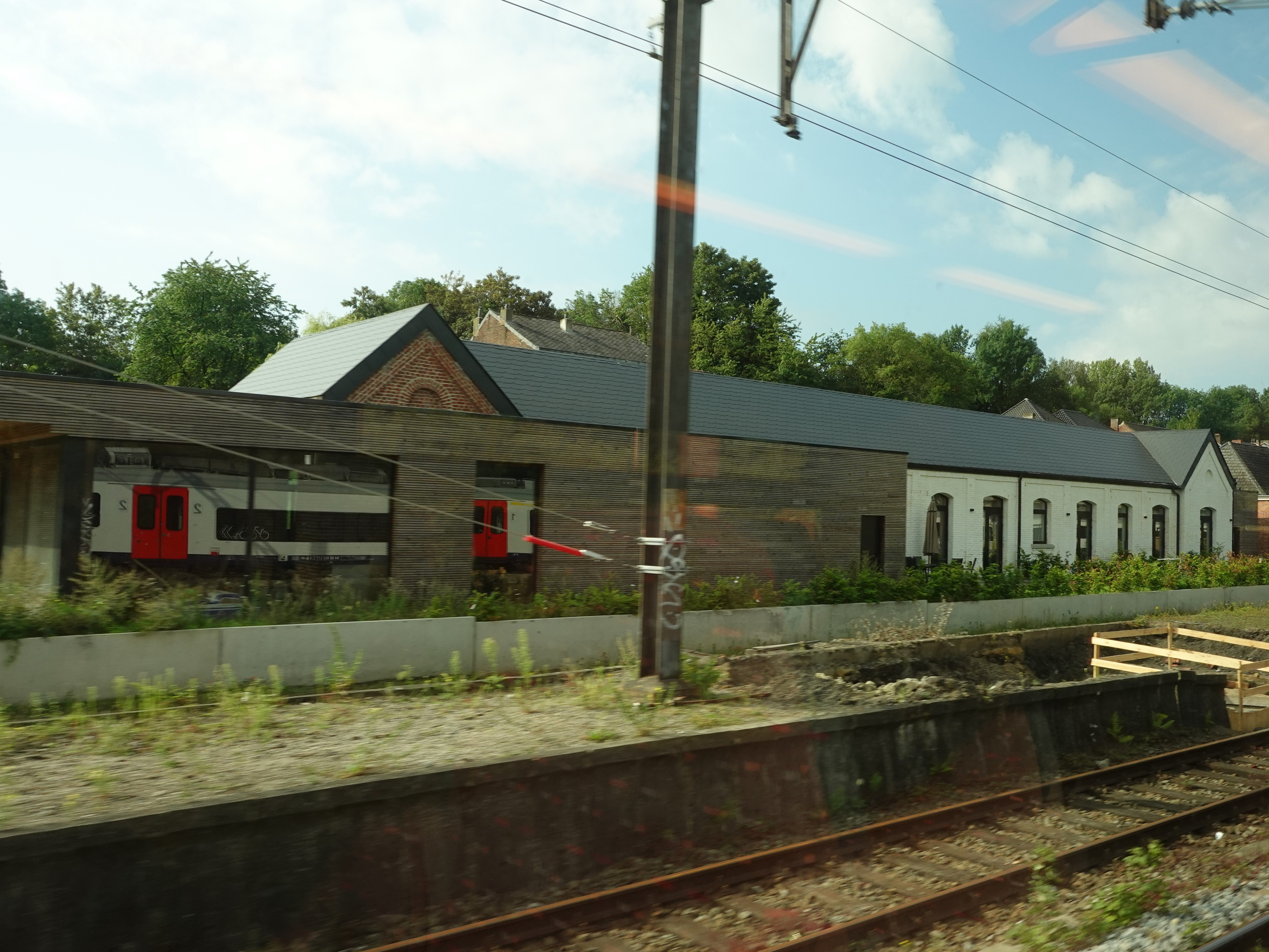
Annexe rénovée (août 2023).

Le bâtiment des voyageurs date de 1874. Il correspond à un plan-type des Chemins de fer de l'État belge uniquement utilisé pour  la « ligne des Forts d'Anvers » et la ligne Bruxelles-Midi - Luttre, dont toutes les gares d'origine sauf Nivelles-Est ont reçu des bâtiments identiques. Il ne reste que huit gares de ce type en Belgique, dont sept sur la ligne 124.
Comme de nombreuses gares de l'époque construites dans toutes les provinces de Belgique, elle est érigée dans un style néo-renaissance flamande avec des pignons à redents qui ont depuis été démontés sur la plupart des gares. Sa façade est en brique et son toit en zinc. Elle comporte cinq sections avec un corps central de deux niveaux à cinq travées sous bâtière, flanqué de deux ailes d'un niveau avec seule travée sous bâtière, lesquelles sont elles-mêmes encadrées par des ailes basses à toit plat d'au-moins deux travées.
Une avancée de cinq travées a été bâtie[Quand ?] côté rue, créant une vaste salle des guichets, spécifique au bâtiment de Baulers. Comme les autres gares de la ligne 124, elle a perdu ses pignons à gradins et le toit des ailes a été remanié.
Un bâtiment annexe en « H » de 12 travées sans étage, vraisemblablement construit vers 1895-1896, se trouve sur sa droite. Les autres annexes (remise à locomotive, château d'eau, usine électrique, etc.) ont disparu. Après sa désaffectation, elle a accueilli une imprimerie, puis est tombée en ruine et sera rénovée, vers 2022, en restaurant et 4 appartements.
Inutilisé, le bâtiment de la gare a été réaménagé en 5 appartements et deux studios et mis en vente en mars 2021. Les deux quais et leur couloir sous-voies n'ont pas immédiatement été démolis mais le quai central a dû être détruit en 2021 dans le cadre des travaux RER.